# 拉比猶太教
拉比猶太教是自公元6世纪《巴比伦塔木德》编纂完成以来犹太教的主流形式，拉比猶太教源自法利赛犹太教，其教义基于摩西在西奈山上从上帝获得书面妥拉和口头妥拉这一信念，